# Corb marí cama-roig
El corb marí cama-roig (Phalacrocorax gaimardi) és un ocell marí de la família dels falacrocoràcids (Phalacrocoracidae) que habita penya-segats costaners d'Amèrica del Sud, des del Perú, cap al sud fins a l'Estret de Magallanes i a la costa sud de l'Argentina.